# Большой Чимган
Большой Чимга́н (узб. Katta Chimyon, Катта Чимён) — очень крупный куполообразный горный массив, входящий в состав Чаткальского хребта. Наиболее высокая точка массива известна под названием вершины Большой Чимган и имеет высоту 3309 м. Расположен в Бостанлыкском районе Ташкентской области Узбекистана, в 80 км к востоку от Ташкента.
Со склонов горы стекают реки Чимгансай (в верхнем течении называемый Аксай), Бельдерсай, Нурекатасай, Чолмироб (приток Караарчи), Гулькамсай.

## Расположение
Урочище у подножья Чимгана получило название Униккибулок — «Двенадцать ключей».
Через бывшее урочище в настоящее время проходит автомобильная дорога с твердым покрытием, ранее являвшаяся отрезком трассы Ташкент — Бричмулла; при строительстве дороги был частично срыт перевал, который назывался «Меловой». В настоящее время дорога проходит через посёлок Юбилейный и примыкает к основной дороге около посёлка Юсупхана.
Неподалёку от урочища расположена горная вершина Малый Чимга́н (2099 метров).

### Горнолыжный и спортивные комплексы в Чимгане
В урочище у подножья Чимгана, на высоте 1600 м, были построены крупный туристический горнолыжный комплекс «Чимган», детские лагеря отдыха и санатории. В середине 80-х годов была построена канатно-кресельная дорога в горнолыжном курорте «Бельдерсай», расположенном в 7 км от «Чимгана».
Оба горнолыжных курорта расположены в 7 км друг от друга, высота проживания в «Чимгане» составляет 1600 м, в «Бельдерсае» — от 1300 до 1600 м, хотя можно и разместиться на метеостанции на вершине горы Кумбель (2300 м), на которую выводит вторая очередь канатки («швабра»). Склоны катания на обоих курортах северные, поэтому снежный покров держится долго.
Вследствие недостаточного финансирования курортной инфраструктуры канатно-кресельная дорога и другие подъемники очень стары, но все ещё работают. Трассы не готовились ратраками с 2005 по 2011 г., но в сезоне 2011—2012 на склоне вновь появился ратрак и возобновилось проведение республиканских лыжных соревнований. Сезон начинается с середины декабря (за исключением редких зим, когда сезон открывают 7 ноября). Весь сезон можно разделить на 2 части. Первая — предновогодние снегопады, практически точно можно сказать, что снегопады чередуются с солнечными днями почти один в один. То есть целина есть практически каждый день. Потом, в районе 10-11 января, снегопады прекращаются на достаточно долгий период — около 20-и дней, а потом с новой силой начинают сыпать практически весь февраль.
Внетрассовое катание здесь представлено широко, как от достаточно безопасных спусков, так и до очень опасных. Рекомендуется вне трассы ходить только с гидами. Бэккантри-походы и спуски имеют разную продолжительность (от 20 минут до 5-и часов) и перепад высот (от 400 до 1200 м), как от простых целинных полей, так и до опасных кулуарных спусков.

## Туризм в Чимгане

### Вершина
Истинная вершина расположена на высоте 3309 метров над уровнем моря. Так как восхождение на неё может быть опасно из-за скальных участков, триангуляционный знак располагается ниже, на высоте 3275 метров. Как правило, конечной точкой туристических и альпинистских маршрутов является именно триангуляционный знак, под которым располагается тур, внутри которого спортсмены оставляют записки о восхождении на вершину. На триангуляционном знаке прикреплены мемориальные доски в честь погибших узбекских альпинистов, а также в честь лейтенанта узбекской армии, погибшего в 2000 году во время событий в Бурчмулле. На вершине имеются снежники, не тающие круглый год. С вершины открывается отличная панорама на окрестные горы, в том числе на плато Пулатхан.
Рекорд по времени восхождения на вершину был поставлен в 1994 году и составляет 1 час 45 минут.

### Туристические и альпинистские маршруты на вершину Большого Чимгана
Наибольшей популярностью у туристов пользуется маршрут по Западному Гребню. Маршрут начинается в ущелье Аксай, либо от дороги неподалёку, а затем по одному из нескольких контрфорсов происходит довольно крутой подъём до тропы. После начального набора высоты следует практически горизонтальный участок пути с минимальным градиентом. С высоты 2600—2700 метров склон становится крутым, чуть выше отметки 3000 метров расположен грот с мемориальными досками (в том числе Светлане Баскаковой). Дальше грота располагается «жандарм» — скальный участок. прохождение которого возможно только траверсом.
В зимнее время популярностью пользуется подъём по Центральному кулуару, маршрут имеет зимнюю категорию сложности 1Б. Для прохождения маршрута требуется специальное снаряжение: кошки и ледорубы.
Наиболее простыми туристическими маршрутами (хотя и требующими достаточно времени) являются маршруты по восточному гребню (заход со стороны Гулькама, Мазарсая и перевала Комсомолец) и по южному гребню (Бельдерсай — перевал Кумбель — перевал Тахта).
Согласно Классификатору маршрутов на горные вершины Федерации альпинизма России, выделяют 15 категорийных маршрута на вершину Большого Чимгана, кроме того, 3 маршрута-траверса, проходящих через вершину Большого Чимгана.
| Номер | Маршрут                                                                | Категория сложности | Год первопрохождения и имя руководителя группы                              |
| ----- | ---------------------------------------------------------------------- | ------------------- | --------------------------------------------------------------------------- |
| 1     | По западному гребню                                                    | 1Б                  | 1 мая 1949, Виталий Ноздрюхин (Секция альпинизма при Ташкентском телеграфе) |
| 2     | С севера («Центральный кулуар»)                                        | 1Б                  | 1952, Альберт Арзанов                                                       |
| 3     | По левому северному контрфорсу западного гребня                        | 1Б                  | 1981, Владимир Михайлович Жуков                                             |
| 4     | По северному контрфорсу западного гребня («Жуковка»)                   | 2А                  | 1977, Владимир Михайлович Жуков                                             |
| 5     | По западному контрфорсу северного гребня («Утюг»)                      | 2А                  | 1978, О. Кузаева                                                            |
| 6     | По юго-западному гребню                                                | 2А                  | 1955, Виталий Сац-Дмитрук                                                   |
| 7     | По северо-восточному гребню («Китайский поход»)                        | 2Б                  | 1953, Виталий Ноздрюхин                                                     |
| 8     | По центральной части северного гребня («Заячьи уши»)                   | 2Б                  | 1952, Альберт Арзанов                                                       |
| 9     | По центральному контрфорсу северо-западной части Каттакоксайской стены | 2Б                  | 1997                                                                        |
| 10    | По западной стене северного гребня                                     | 3А                  | 1978, Т. Кудакаев                                                           |
| 11    | По северо-западной стене                                               | 3А                  | 1978, Юрий Саратов                                                          |
| 12    | По левому контрфорсу западной стены                                    | 3А                  | 1978, Л. Орлов                                                              |
| 13    | С северо-запада Каттакоксайской Стены                                  | 3Б                  | 1979, Флюра Жирнова                                                         |
| 14    | По северо-восточной стене                                              | 4А                  | 1978, Е. Иванов                                                             |
| 15    | По левому контрфорсу северо-восточной стены                            | 4А                  | 1980, О. Муртазин                                                           |

Маршруты-траверсы, проходящих через вершину Большого Чимгана:
| Номер | Маршрут                    | Категория сложности | Год первопрохождения и имя руководителя группы |
| ----- | -------------------------- | ------------------- | ---------------------------------------------- |
| 1     | Большой Чимган — Кичкина   | 2А                  |                                                |
| 2     | Большой Чимган — Охотничий | 3А                  |                                                |
| 3     | Охотничий — Большой Чимган | 3А                  | 2000                                           |

## Мемориальные доски
В ущелье Большого Чимгана Катта-Коксай (народное название «Козлиное ущелье») создан мемориал — так называемое «альпинистское кладбище», в память о погибших альпинистах. Каждый год в мае, в преддверии ежегодных альпинистских сборов — традиционной Альпиниады, здесь собираются ветераны узбекистанского альпинизма, чтобы почтить память ушедших товарищей. В 2013 году была установлена мемориальная плита в память об Ильясе Тухватуллине и Иване Лобанове, погибшим 7 октября 2012 года в ледяной лавине во время восхождения на Аннапурну.
На гроте западного гребня также установлено несколько мемориальных досок в память о погибших альпинистах. В мае 2013 года там были установлены две доски: одна — памяти Тухватуллина и Лобанова, вторая — памяти Андрея Байназарова, погибшего на спуске с пика Победа в 2010 году.
В долине Аксай с северной стороны Большого Чимгана, недалеко от мест, где проходят ежегодные традиционные альпинистские сборы — «Чимганская альпиниада», на скале, на которой проводятся скальные занятия для начинающих альпинистов, установлены мемориальные доски в память о погибших в горах (так называемые «Таблички»). Доски временами подвергаются вандализму, уничтожаются и потом вновь восстанавливаются энтузиастами. По состоянию на июль 2022 года имелось 7 досок.
- Альпинистам Евгению Дурову (КМС по альпинизму), Александру Тямаеву (КМС), Юрию Тараканову (1 спортивный разряд), трагически погибшим 13 июля 1979 года при подъёме на пик Симагина (5Б) в Ала-Арче[12];
- Альпинисту Юрию Сарафанкину (КМС), погибшему в лавине 4 августа 1987 года на пике Орджоникидзе (5Б)[13];
- Альпинистам Валерию Анкудинову (КМС) и Николаю Калугину (КМС), погибшим 7 февраля 1986 года во время спуска с вершины пик Коммунизма;
- Абсолютной чемпионке Ангрена по спортивному скалолазанию среди женщин Бисьяновой-Никоновой;
- Виктору Морозову и Артуру Ноздрюхину, погибшим 5 августа 1995 года при выполнении гляциологических работ на леднике Абрамова;
- Лейтенанту спецназа Андрею Усеинову;
- Владимиру Снопченко